# Dorilàimides
Els dorilàimides (Dorylaimida) són un ordre de nematodes.

## Famílies
- Actinolaimidae
- Alaimidae
- Anatonchidae
- Bathyodontidae
- Belondiridae
- Campgdoridae
- Carcharolaimidae
- Cobbonchidae
- Diphterophoridae
- Dorylaimidae
- Iotonchusidae
- Leptonchidae
- Longidoridae
- Mononchidae
- Mononchulidae
- Nygolaimellidae
- Nygolaimidae
- Opailaimidae
- Oxydiridae
- Trachypleurosidae
- Trichodoridae
- Tylencholaimellidae